# Enrique V (teatro)

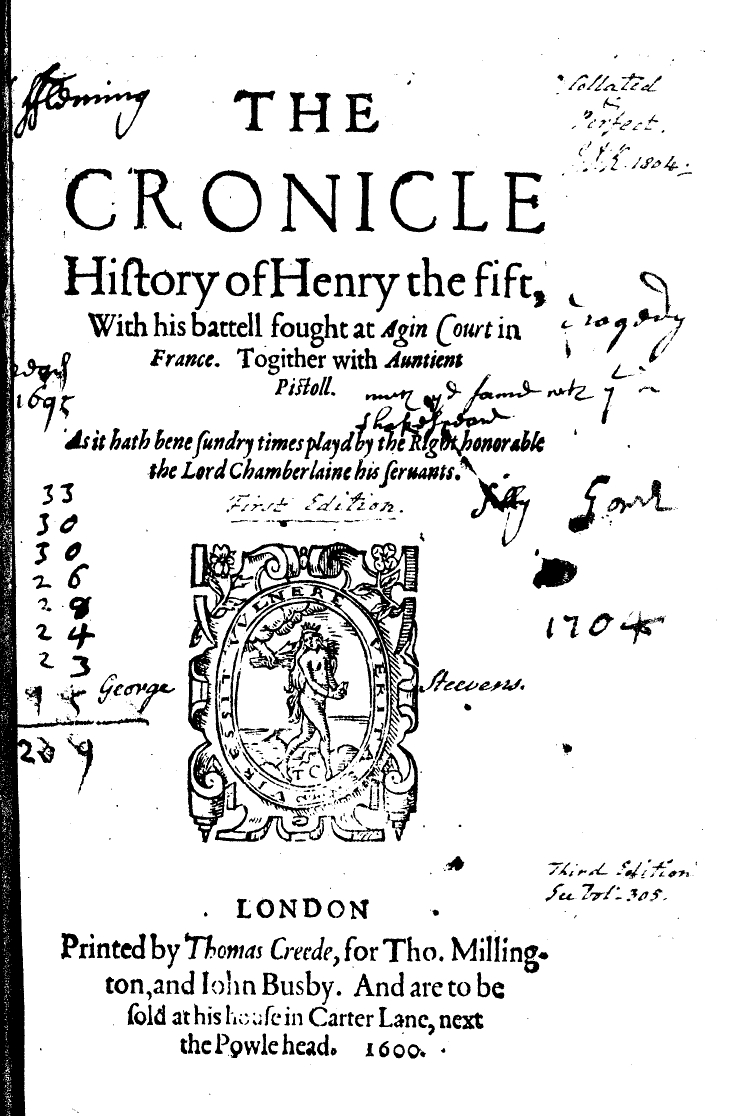
Portada de la primera edición en quarto (1600).

Enrique V (en inglés Henry V) es un drama histórico de William Shakespeare. Se cree que fue escrito durante los primeros meses de 1599, a partir de una alusión aparentemente positiva a la fallida misión de Robert Devereux, II conde de Essex para sofocar la rebelión de Tyrone.
Es la obra final de la llamada «tetralogía Lancaster»: viene precedida por Ricardo II, Enrique IV, parte 1 y Enrique IV, parte 2. Por lo tanto, el público estaba ya familiarizado con Enrique, el personaje principal, que da título a la obra, pues fue representado en el Enrique IV como un hombre salvaje e indisciplinado conocido como «Príncipe Hal». En Enrique V, el joven príncipe ha madurado y se embarca en la conquista de Francia. La obra se centra en los acontecimientos ocurridos inmediatamente antes y después de la batalla de Azincourt, durante la Guerra de los Cien Años.
Su título original aparece en la primera edición —en quarto— (1600) como The Cronicle History of Henry the fifth y, más tarde, en el First Folio (1623), como The Life of Henry the Fifth.

## Representación y publicación
Una tradición, imposible de verificar, sostiene que Enrique V fue la primera obra interpretada en el nuevo teatro The Globe (El Globo) en la primavera de 1599; El Globo sería la «O de madera» mencionada en el Prólogo. En 1600 el primer texto impreso afirma que la obra se había interpretado «varias veces». La primera representación acreditada, sin embargo, es la del 7 de enero de 1605, en la corte. Con esta obra Shakespeare puso punto final a sus dramas históricos, salvo el dudoso Enrique VIII.
El librero Thomas Pavier registró la obra en la Stationers' Company (una especie de registro de copyright) el 14 de agosto de 1600. La primera edición in-quarto fue publicada antes del final de año, aunque por Thomas Millington y John Busby, no por Pavier. La impresión fue hecha por Thomas Creede. Esta primera edición (Q1) es un «mal quarto», una versión acortada y mal transcrita, quizá una copia «pirata». Le siguieron otras ediciones in-quarto igualmente defectuosas: Q2 en 1602, una reedición del anterior; Q3 en 1619, con una fecha falsa de 1608, parte del Falso Folio de William Jaggard. 
El primer texto de calidad aparece en el First Folio de 1623. Tiene gran calidad y se piensa que puede proceder directamente de un manuscrito del autor. Contiene el texto completo, más del doble en extensión que el Q1. La actual división de cinco actos procede de los editores del siglo xviii, y responde más bien a los requerimientos de un teatro cerrado, frente al isabelino, que era abierto por tres lados.
Samuel Pepys vio un Enrique V en 1664, pero se trata de una obra escrita por Roger Boyle, primer conde de Orrery, no Shakespeare. La obra de Shakespeare regresó a los escenarios en 1723, en una adaptación de Aaron Hill.
En varios lugares, la obra contiene referencias a la historia romana. Muy próxima en el tiempo estaba Julio César (1599). Incluso hay frases muy parecidas. Así, el famoso discurso de Marco Antonio ante el cadáver de César: 

Amigos, romanos, compatriotas (Acto III, 2, 75)

 se convierte en el prólogo al acto 4 de Enrique V en 

Compatriotas, hermanos, amigos...

## El coro

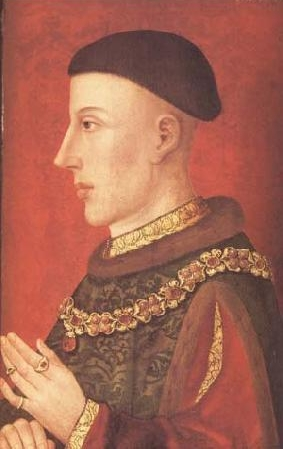
Enrique V de Inglaterra

El teatro isabelino no usaba decorados. Reconociendo la dificultad de representar grandes batallas y cambios de lugar en un escenario vacío, Shakespeare usa como narrador al coro (una referencia al coro griego pero interpretado por un solo actor), quien explica la historia al público y le anima a usar su imaginación. 
Este coro tiene gran importancia, dado que la obra abarca un tiempo y un espacio amplios. El coro se presenta como cercano al público. Al final del primer prólogo, explica su función: «Admitidme en esta historia a mí, el Coro, que, a modo de prólogo, solicito humildemente vuestra paciencia para que escuchéis con cortesía y juzguéis con benevolencia nuestra función».
En tiempos de Shakespeare quien recitaba el prólogo era un actor vestido de negro. En Enrique V es, después del rol titular, el personaje con el parlamento más largo (223 versos). Se supone que en las primeras representaciones fue el propio Shakespeare quien lo asumió, pues al principio del epílogo dice: «Hasta aquí, con tosca e incapaz pluma, / nuestro autor que hace una reverencia (our bending author) ha seguido la historia».

## Sinopsis

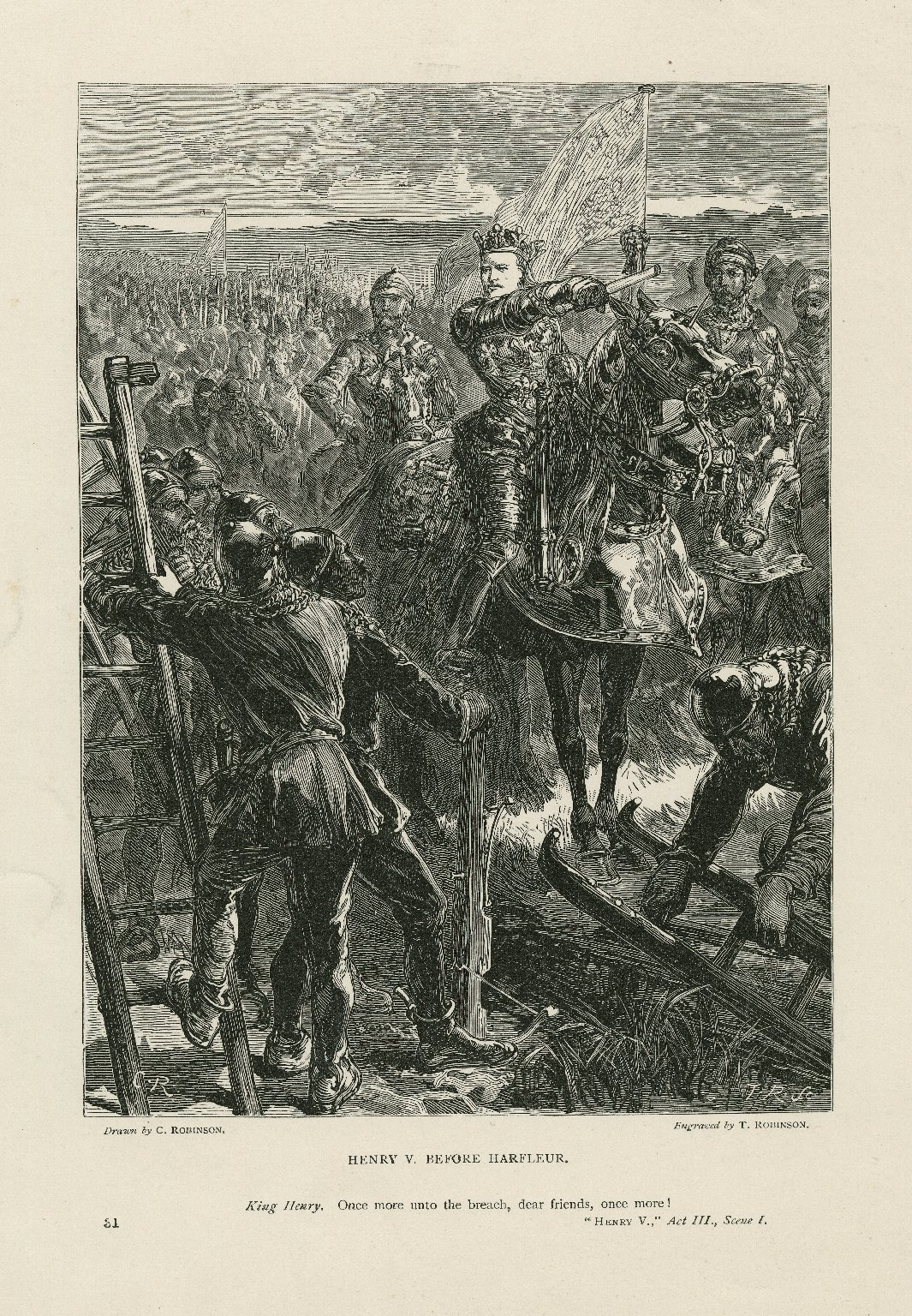
Acto III, Escena I: Enrique V ante Harfleur. "¡Una vez más a la brecha, queridos amigos!". Ilustración de Thomas Robinson (1838-1902).

La obra comienza con un prólogo recitado por el Coro, que invoca a una «Musa de fuego» para que el actor que interpreta Enrique V pueda «asumir el porte de Marte». Dice: «¿Puede esta gallera contener/los vastos campos de Francia?» y anima al público a usar su imaginación para superar las limitaciones escénicas: «Completad nuestras imperfecciones con vuestros pensamientos». 
El delfín de Francia rechaza las pretensiones de Enrique al trono francés enviándole como regalo de reconciliación unas pelotas de tenis. Para el arzobispo de Canterbury esta ofensa llega en el momento oportuno, por sus propios motivos materialistas, ya que teme que el nuevo rey apoye una ley por la que perderían bienes de la iglesia. Anima al rey a que apoye sus pretensiones con la fuerza de las armas.
En el prólogo al Acto II reaparece el Coro. Describe la dedicación del país al esfuerzo de guerra —«Ahoran venden los pastos para comprar el caballo»— y dice al público «No revolveremos un solo estómago con nuestra función».
El primer peligro que asalta al rey Enrique es anterior al embarque de la flota hacia Francia. Ricardo de Conisburgh, tercer conde de Cambridge y otros dos intentaron asesinarlo en Southampton. El inteligente descubrimiento del complot por parte de Enrique y el despiadado trato que se dio a los conjurados ya indica que el personaje ha cambiado respecto a las obras anteriores. Tras ejecutar a los traidores, parece que el camino está abierto (Acto II, escena 2): 

Al mar, con buen ánimo: avancen las enseñas de la guerra: no hay rey de Inglaterra, si no es rey de Francia
Enrique V, ed. Planeta, pág. 136

Como en todas las obras serias de Shakespeare, aparecen personajes menores de carácter cómico cuyas actividades contrastan con las de la trama principal, y a veces la comentan. En este caso, son en su mayor parte soldados corrientes en el ejército de Enrique e incluyen a Pistol (en castellano, Pistola), Nym y Bardolph (en castellano, Bardolfo), que ya aparecían en Enrique IV. En el ejército también se incluye a un representante de cada una de los países que constituyen las islas británicas: un escocés, un irlandés, un inglés y Fluellen (un cómico y estereotipado soldado galés, cuyo nombre es casi con seguridad un intento de interpretación fonética del nombre de pila galesa Llywelyn). La obra también trata brevemente de la muerte de Falstaff, el mentor de Enrique en un tiempo y otro personaje de las obras de Enrique IV.
Vuelve a aparecer el Coro, buscando apoyo para la flota inglesa: "Aferrad vuestras mentes a las popas de esta armada" dice, señalando que «vuelve el embajador francés;/le dice a Enrique que el Rey le ofrece/su hija Catalina».
En el sitio de Harfleur, Enrique pronuncia uno de los discursos de Shakespeare más conocidos, comenzando: «Once more unto the breach, dear friends...» («Una vez más a la brecha, queridos amigos,...»).
Enrique logra triunfar en el sitio de Harfleur, pero sus hombres están agotados y debilitados por las enfermedades. Con la mayor parte de su ejército, marcha hacia Calais a pasar el invierno.
Mientras tanto, el rey francés ha reunido un ejército mayor para interceptar a Enrique en Azincourt. Las posibilidades de Enrique son pocas: tiene 12 000 soldados agotados frente a 60 000 enemigos descansados. Por ello, los franceses desean que llegue el día (Acto III, escena 7), mientras que los ingleses lo temen. 
Antes de la batalla de Azincourt, la victoria parece incierta y se muestra el heroico carácter del joven rey con su decisión de vagar por el campamento de noche, disfrazado, para reconfortar a sus soldados y descubrir lo que verdaderamente piensan de él. En una escena famosa (la primera del Acto IV), Enrique, disfrazado y mezclado con sus soldados, reflexiona sobre la responsabilidad del rey:

Williams: Pero si la causa no es justa, el mismo Rey tendrá unas cuentas pesadas que echar, cuando todas esas piernas, brazos y cabezas cortadas en batalla se reúnan en el día final y griten: "Morimos en tal sitio" [...]
Rey Enrique: La guerra es su verdugo [de Dios]: la guerra es su castigo: así que hay hombres, que antes quebrantaron la justicia del Rey y ahora son castigados en la guerra del Rey: [...] Todo súbdito debe obediencia al Rey, pero el alma de cada súbdito es suya.
Enrique V, ed. Planeta

Antes de que comience la batalla, Enrique anima a sus tropas con el "discurso del día de san Crispín":
Nos pocos, nos felices pocos, nos, banda de hermanos;
Porque aquel que hoy vierta su sangre conmigo
Será mi hermano; por muy vil que sea,
Este día ennoblece su condición:
Y los caballeros ahora en sus lechos de Inglaterra
Se considerarán malditos por no haber estado aquí,
Y tendrán su hombría en baja estima cuando oigan hablar
a aquel que luchara con nos ¡el día de San Crispín! día de San Crispín.
Después de la victoria de Azincourt, Enrique intenta cortejar a la princesa francesa Catalina de Valois. La acción finaliza con el rey francés adoptando a Enrique como su heredero al trono y la oración de la reina francesa: «Se reciban mutuamente los ingleses a los franceses, y los franceses a los ingleses. Dios diga amén a esto».
Pero antes de que caiga el telón, el Coro habla por última vez y tristemente señala que en el reinado del heredero de Enrique «tantos gobernaron su Estado, que perdieron Francia e hicieron sangrar a su Inglaterra», un recuerdo del tumultuoso reinado de Enrique VI, que anteriormente Shakespeare había llevado a escena.

## Personajes
- Rey Enrique V
- Duque de Gloucester, & duque de Bedford, hermanos del rey
- Tomás Beaufort, primer duque de Exeter, tío del rey
- Eduardo de Norwich, segundo duque de York, primo del rey
- Thomas Montacute, cuarto conde de Salisbury, Ralph Neville, primer conde de Westmorland, y Richard de Beauchamp, 13º conde de Warwick
- Henry Chichele, arzobispo de Canterbury
- John Fordham, obispo de Ely
- Ricardo de Conisburgh, tercer Conde de Cambridge, Henry le Scrope, tercer barón Scrope de Masham, y ''sir'' Thomas Grey, traidores
- Sir Thomas Erpingham, Gower, Fluellen, Macmorris, Jamy, oficiales en el ejército del rey Enrique.
- Bates, Court, Williams, soldados ingleses
- Pistola, Nym, Bardolfo
- Un chico
- Un heraldo
- El rey de Francia, históricamente Carlos VI pero sin que se le llegue a nombrar así en la obra
- Luis, el Delfín
- Duques de Borgoña, Orléans y Borbón
- Condestable de Francia
- Rambures y Grandpré, señores franceses
- Montjoy, heraldo francés
- El gobernador de Harfleur
- Embajadores ante el rey de Inglaterra
- Isabel, reina de Francia
- Catalina, hija de Carlos e Isabel
- Alice, dama de honor de Catalina
- Hostelera de la taberna del Boar's Head, en Eastcheap, anteriormente Mistress Quickly (señora Deprisa) y ahora casada con Pistola

## Personaje protagonista
El personaje central de la obra se presenta después del prólogo en que conversan el arzobispo de Canterbury y el obispo de Ely. Estos lo han descrito tan bien que ninguna de sus acciones posteriores sorprenden al público. Se personifican en él todas las cualidades que ha de tener un gobernante, representándolo como un auténtico espejo de príncipes.
El joven rey ha cambiado con la muerte de su padre, convirtiéndose en un buen gobernante, cuando antes era un joven juerguista que llevaba una vida disipada. Cambió de repente (Acto I, escena 1), hablando de teología, de la política y de la guerra con tanta sabiduría que parece que no hubiera hecho otra cosa en su vida. Se presenta a través de esa conversación al príncipe reformado, a un héroe, de manera que la aparición de Enrique en la escena 2 confirma las expectativas sugeridas por Canterbury y Ely. Vigorosamente y no obstante con seriedad, Enrique se dispone a examinar el aspecto jurídico de su pretensión al trono de Francia. La decisión le corresponde en último término a él, pero le preocupa la responsabilidad por las consecuencias de la guerra; este problema requiere una aclaración desde el punto de vista del Derecho internacional. Enrique, con una gran fortaleza moral y justificado desde el punto de vista legal, personifica el ideal de gobernante.

## Antecedentes históricos
Cuando Enrique V ascendió al trono de Inglaterra en 1413, después de la muerte de su padre, Enrique IV (1367-1413), Inglaterra se había fortalecido internamente, y la situación financiera también. Pero la posición de Inglaterra en la lucha por la corona de Francia (la llamada Guerra de los Cien Años, 1337-1453) no era buena. Aparte de algunas plazas individuales como Calais y Cherburgo, todos los territorios se habían perdido en favor de Francia. 
El primer problema político que tuvo que superar fue el descontento lolardo. Pero la firmeza del rey acabó con el movimiento desde su raíz (enero de 1414) y fortaleció su posición como gobernante. Utilizó una crisis interna en Francia para apoyar sus pretensiones al trono con la fuerza de las armas.

### La batalla de Azincourt
La batalla de Azincourt tuvo lugar el 25 de octubre de 1415 y fue un triunfo de los arqueros ingleses (con los longbows, o arcos largos) sobre la caballería francesa. La investigación histórica moderna pudo probar que estos arcos poseían suficiente fuerza para matar a una distancia de 200 metros a caballeros con armadura pesada. Ciertamente, los ballesteros franceses eran aún más efectivos, pero tenían la gran desventaja de lo lento que era recargarla, calculándose que en lo que un ballestero disparaba una saeta, un arquero había disparado diez flechas.
Los franceses se dejaron provocar a pesar de que las lluvias habían embarrado el campo y llevaron a cabo un ataque frontal sobre las filas inglesas. Cuando las primeras filas de caballeros resultaron heridos o muertos por la continua lluvia de mortíferas flechas, apareció el desastre: demasiados caballeros se apresuraron a entrar en una zona de ataque demasiado estrecha. Atacados desde el frente, presionados desde atrás y rodeados, no quedaba espacio suficiente para atacar o defender. Y lo mismo ocurrió con la infantería, que los seguía muy de cerca. 
Llegado el momento del combate cuerpo a cuerpo, los ingleses fueron más ágiles que los caballeros franceses, encerrados en sus armaduras. 
No se saben exactamente las cifras de soldados y las bajas que sufrieron. No obstante, se calcula que murieron entre 5000 y 8000 soldados franceses y se tomaron 1000 prisioneros, mientras que los ingleses tuvieron que lamentar sólo aproximadamente 400 bajas. Hubo un ataque francés al campamento inglés después de la batalla. Bien fuera por esta actuación, bien porque eran tantos que no los podían guardar, lo cierto es que el rey Enrique ordenó matar a la mayoría de los prisioneros franceses. Esta acción, reprochada al rey posteriormente, sólo aparece de pasada, al final de la escena 6 del Acto IV: «... que cada cual mate a sus prisioneros».

### Tratado de Troyes
El alto precio pagado por la aristocracia debilitó a Francia de forma duradera. Enrique V pudo ocupar amplias regiones del norte de Francia y asegurar sus derechos al trono francés a través del Tratado de Troyes (1420), casándose con Catalina de Valois, hija de Carlos VI.
El delfín, Carlos VII, fue ignorado. Sólo la intervención carismática de Juana de Arco (1412-1431) pudo cambiar el curso de la guerra e inclinar la balanza a favor de Francia.

## Puntos de vista sobre la guerra

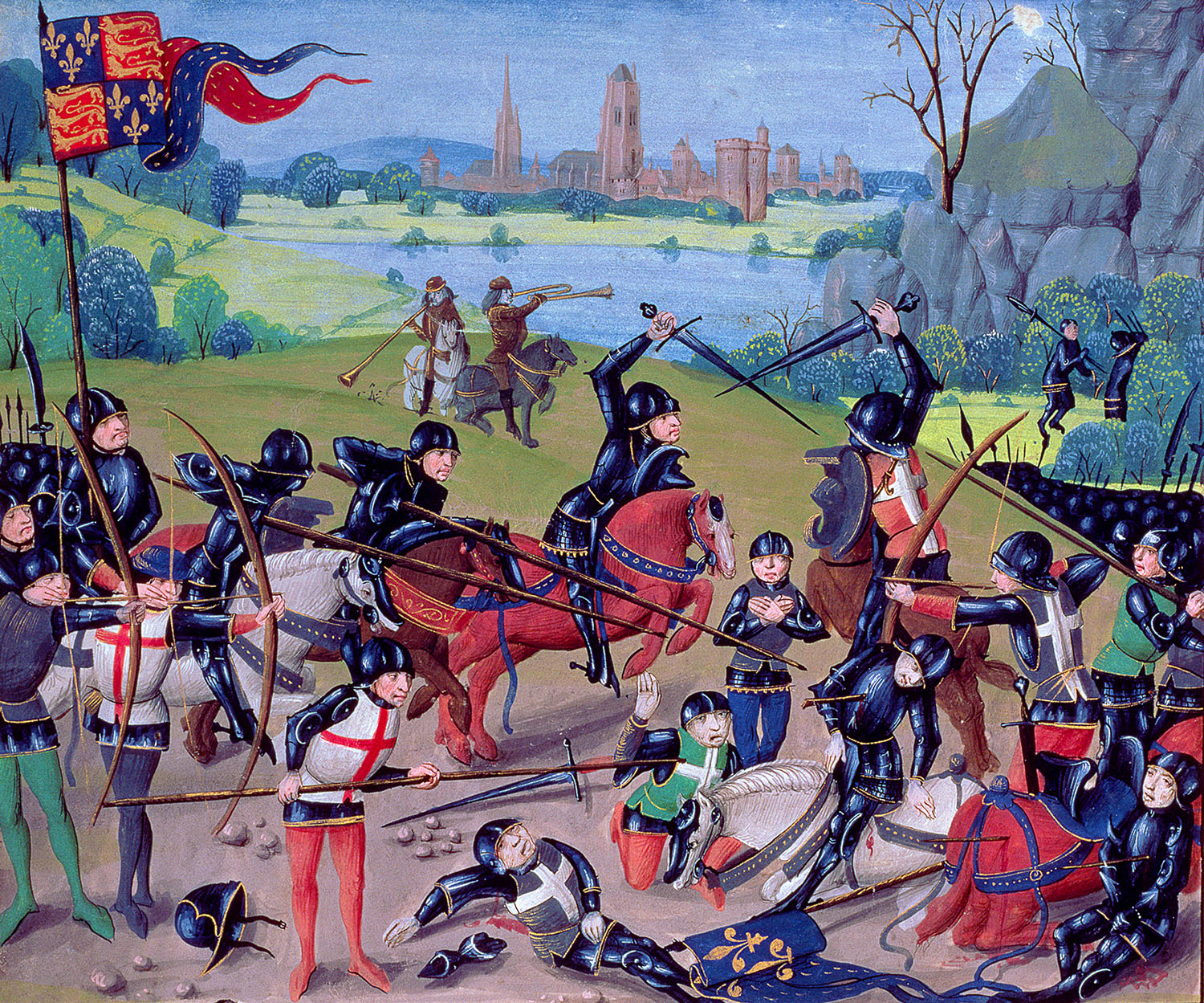
La batalla de Agincourt en una miniatura del siglo xv

La actitud de la obra hacia la guerra ha sido interpretada de muy diferentes maneras. Por un lado, parece celebrar la invasión de Francia por parte de Enrique y valorar el poder militar, pero por otro, la obra puede leerse en clave antibélica.
La obra puede verse como una glorificación del orgullo y conquista nacionalista, siendo ejemplo de ello el Coro, el arzobispo de Canterbury, Fluellen y el propio Enrique. Algunos críticos relacionan esto con las incursiones militares inglesas en España e Irlanda que eran importantes en la época en que se escribía, destacadamente a través de la intervención del Robert Devereux, II conde de Essex en las revueltas en Irlanda, puesto que el Coro se refiere directamente a los triunfos militares de Essex en el quinto acto. Enrique a veces parece una representación ambivalente, un Maquiavelo en el escenario, que combina una aparente sinceridad con su disposición para usar el engaño y la fuerza para lograr sus fines.
El elemento nacionalista hizo que esta obra fuera menos apreciada en el siglo xviii que en los posteriores, exacerbándose la estima en tiempos de guerra, como la Segunda Guerra Mundial. No obstante, se trata de un patriotismo propio de la era isabelina, es decir con elementos mezclados de universalismo medieval y del Renacimiento. Se valoraba a la otra nación fundamentalmente por el comportamiento moral, cristiano, de sus reyes y príncipes. Por un lado se presenta al Delfín en particular, y a la aristocracia francesa en general, como nobles vanidosos y degenerados, que hablan despreciativamente de los ingleses como gentes de rango inferior (Acto III, escena 5); por otro, Enrique V aparece como el líder ideal. Ahora bien, no es una figura exenta de conflicto interno sobre la corrección o no de su lucha y sobre la legitimidad de la batalla, lo que se expresa más claramente en la escena 1 del Acto IV.
Otros estudiosos, tras analizar la obra, concluyen que es crítica sobre la justicia de la violenta causa de Enrique. Las heroicas palabras del Coro y de Enrique quedan constantemente contradichas por las acciones de los tres ladrones, Pistola, Bardolfo y Nym, que representan justo lo contrario al fervor patriótico que intentan aparentar. Pistola, especialmente, habla en un rimbombante verso blanco que parece ridiculizar el estilo de discurso propio del rey Enrique, de manera que Pistola y los otros están aquí para señalar y burlarse de las acciones de sus gobernantes, un hecho subrayado por el uso persistente del propio Enrique de la palabra "mock" ("fingido, simulado"). Realmente, la presencia de los personajes del Eastcheap que ya aparecieron en Enrique IV se dice que subraya el elemento de aventurero que tiene el carácter de Enrique V como monarca.
Tratando de reconciliar estos puntos de vista opuestos, el crítico estadounidense Norman Rabkin describió la obra como esos dibujos con dos significados simultáneos; según cómo se mire, el esbozo es la cabeza de un conejo o la cabeza de un pato, dependiendo del punto de vista. Rabkin argumenta que la obra nunca establece una sola perspectiva sobre la guerra y Enrique es el perfecto ejemplo de ello: cambia su estilo de discurso constantemente, hablando de «rapto y pillaje» durante la toma de Harfleur pero de gloria patriótica en su discurso del día de San Crispín.
La ambigüedad de la obra ha llevado a diversas interpretaciones. Así se ve en el cine. La película de 1944, con Laurence Olivier, realizada durante la Segunda Guerra Mundial, enfatiza el lado patriótico. En cambio, la película de Kenneth Branagh de 1989 apunta más claramente a los horrores de la guerra. Una producción de 2003 del Real Teatro Nacional representó a Enrique como un general moderno, ridiculizando la invasión de Irak.

## Historia de la representación
No hay ninguna evidencia de que Enrique V fuese popular en tiempos del propio Shakespeare. Sin embargo, ahora se representa con frecuencia y muchos de sus discursos han pasado a formar parte de la cultura popular.
Ha habido dos grandes adaptaciones al cine. La primera, dirigida y protagonizada por Laurence Olivier en 1944 es una versión colorista y muy estilizada que comienza en The Globe y gradualmente se va haciendo más una evocación realista de la batalla de Agincourt.
La segunda adaptación, dirigida y protagonizada por Kenneth Branagh en 1989, intenta dar una evocación más realista del periodo y pone más énfasis en los horrores de la guerra. Presenta una batalla de Agincourt más embarrada y espantosa.
La producción de esta obra que más tiempo duró en cartel en la historia de Broadway fue la protagonizada por Richard Mansfield en 1900, que alcanzó las 54 representaciones. Otras interpretaciones destacadas en el escenario son la de Charles Kean (1859), Charles Calvert (1872) Walter Hampden (1928) y Laurence Olivier en el Teatro Old Vic (1937).

## Cultura popular
- El presidente George W. Bush ha sido comparado a un príncipe Hal reformado por expertos políticos.[12]
- En Star Trek: La Nueva Generación episodio 3.10, The Defector, Data y el Capitán Jean-Luc Picard están ensayando en el holodeck al comienzo del episodio.
- Tanto en la cultura popular como en la vida real, un discurso tan dramático y conmovedor que sirve para unificar al país en torno a una guerra es a menudo llamado un «discurso del día de San Crispín», siguiendo el pasaje más famoso de esta obra. Entre ejemplos de esto se incluyen el discurso  que Bill Pullman lanza al final de Independence Day, Giles y Spike hacen una pequeña variación en «The Gift» en el final de la quinta temporada de Buffy Cazavampiros. Otros dos buenos ejemplos incluyen los discursos de Théoden y Aragorn en El Señor de los Anillos: el retorno del Rey. En una escena eliminada de X-Men: The Last Stand, Bestia, interpretado por Kelsey Grammer, recita un extracto del discurso antes de entrar en la batalla trascendental. El discurso está parafraseado en la nueva serie de televisión Battlestar Galactica por el Almirante Adama al final del episodio Exodus Parte 1. Una parte del discurso puede oírse también durante una escena en el western de 1993 Tombstone: la leyenda de Wyatt Earp.
- El relato histórico de Stephen Ambrose de una compañía de soldados de la 101.ª División Aerotransportada durante las últimas etapas de la Segunda Guerra Mundial titulada Band of Brothers, así como la subsecuente miniserie de HBO, derivan su título del famoso discurso del día de San Crispín. El discurso se recita también durante una entrevista con Carwood Lipton, y se alude a él por parte de un comandante alemán.
- El escenario "Nuestra hermandad" (We Band of Brothers) de la campaña inglesa del videojuego de construcción de imperios Empire Earth está basado principalmente en la obra.
- En el comentario del director, Mel Gibson destaca que el discurso previo a la batalla que aparece en Braveheart se inspira precisamente en el de Enrique V antes de Agincourt.
- En la película Sillas de montar calientes, cuando los ciudadanos de Rock Ridge están marchándose, Howard Johnson dice en respuesta a la frase de Bart: «¿No puedes ver que este es el último acto de un hombre desesperado?», «No me importa si es el primer acto de Enrique V...»
- En Un poeta entre reclutas, uno de los alumnos de Danny DeVito recita el discurso del día de San Crispín a Gregory Hines. En otro momento, Danny DeVito lleva a su grupo de alumnos a Canadá para que vean una producción de Enrique V.
- La víbora negra incluye numerosas referencias y parodias de Shakespeare. El discurso del día de San Crispín fue parodiado en el episodio final con los versos, "Nosotros pocos, felices pocos, nosotros, una banda de crueles bastardos" (en lugar de una "banda de hermanos").